# Intertec Superbrain
Intertec SuperBrain був універсальним комерційним мікрокомп'ютером, що продавався компанією Intertec Data Systems Corporation з Колумбії, Південна Кароліна, США, починаючи з 1979 року. Пристрій працював під керуванням операційної системи CP/M і вирізнявся використанням двох ЦП Z80, де другий використовувався як контролер диска. У 1983 році базовий пристрій мав вартість близько $2000 (еквівалент $6310 у 2024 році).
Було кілька варіантів, зокрема й моделі SuperBrain II (випущений у 1982 році), SuperBrain II Jr., «QD» (quad density disk drives) і «SD» (super density).
Intertec також випустила схожий на вигляд дурний термінал Intertube та розумний термінал Emulator.Машина була практичною та корисною в офісному середовищі, але дещо обмеженою до появи першого жорсткого диска на 5 МБ в одному з відсіків для дискет. Згодом він був замінений жорстким диском на 10 МБ.
До 255 робочих станцій CompuStar можна підключити послідовно через паралельні порти DC-37 «Chaining Adaptor» для спільного використання «центральної дискової системи» (один із трьох варіантів периферійних пристроїв жорсткого диска нижче). Кожному комп'ютеру або блоку обробки відео (VPU) було присвоєно унікальний номер від 1 до 255 шляхом встановлення восьмипозиційного DIP-перемикача.
Бразильська компанія Prológica представила Sistema 700 у 1981 році, засновану на SuperBrain і з подібними характеристиками.

## Технічні характеристики
| Номер моделі                      | Процесор | Дискові накопичувачі                | Тактова швидкість | ОЗУ   |
| --------------------------------- | -------- | ----------------------------------- | ----------------- | ----- |
| CompuStar 10                      | Z80      | Диски відсутні (мережевий пристрій) | 4 МГц             | 64 кБ |
| Jr / CompuStar 20                 | Z80      | 170 кБ                              | 4 МГц             | 64 кБ |
| QD (Quad Density) / CompuStar 30  | Z80      | 340 кБ                              | 4 МГц             | 64 кБ |
| SD (Super Density) / CompuStar 40 | Z80      | 780 кБ                              | 4 МГц             | 64 кБ |

## Периферійні пристрої
- Жорсткий диск CompuStar DSS-10 10 МБ (дискова система зберігання даних CompuStar)
- Жорсткий диск CDC на 96 МБ (фіксований диск на 80 МБ зі знімною пластиною на 16 МБ)
- Жорсткий диск Priam 14" на 144 Мб

## Застосунки
- Microsoft BASIC
- 8080 Assembler
- Microsoft COBOL 74
- APL

## У поп-культурі
Superbrain можна побачити у двох епізодах Лицаря доріг: у 10 епізоді першого сезону, «The Final Verdict» (1982), та у 18 епізоді того ж сезону, «White Bird» (1983).
У Щось Джона Карпентера доктор Блер використовує Superbrain, для аналізу зразків з «Чогось», на основі яких він оцінює, що воно захопить світ приблизно через три роки.